# Highland Park (New Jersey)
Highland Park – miejscowość  w hrabstwie Middlesex w stanie New Jersey w USA. Według danych z 2010 roku Highland Park zamieszkiwało niespełna 14 tys. osób. Miasteczko założone w roku 1905.

## Geografia administracyjna
Highland Park graniczy z miejscowościami Edison, New Brunswick i Piscataway.